# Vieux-Fumé
Vieux-Fumé ist eine Ortschaft im französischen Département Calvados in der Normandie. Die bis zum 1. Januar 2017 bestehende Gemeinde war ein Mitglied des Gemeindeverbandes Communauté de communes de la Vallée d’Auge und gehörte zum Kanton Mézidon-Canon und zum Arrondissement Lisieux. Sie ging durch ein Dekret vom 8. September 2016 in der neu geschaffenen Gemeinde Mézidon Vallée d’Auge, einer Commune nouvelle, auf. 

## Geographie
Nachbarorte sind Airan im Nordwesten, Cesny-aux-Vines im Norden, Ouézy im Nordosten, Mézidon-Canon im Osten, Magny-la-Campagne im Südosten, Condé-sur-Ifs im Südwesten und Fierville-Bray.

## Sehenswürdigkeiten
- Schloss Mesnil-d’O, Monument historique
- Kirche Saint-Germain
- Vormaliger Wachturm

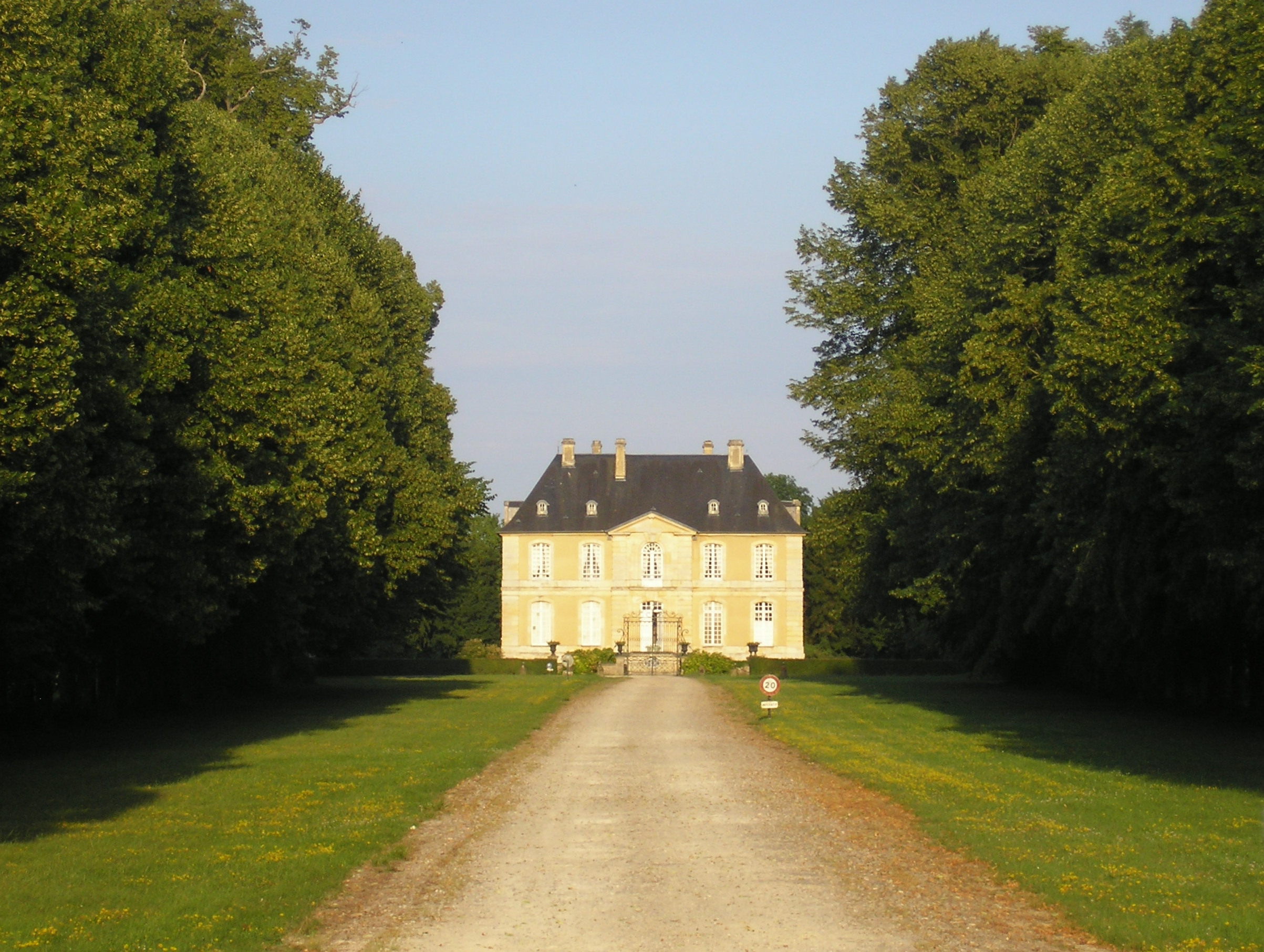
Schloss Mesnil-d’O
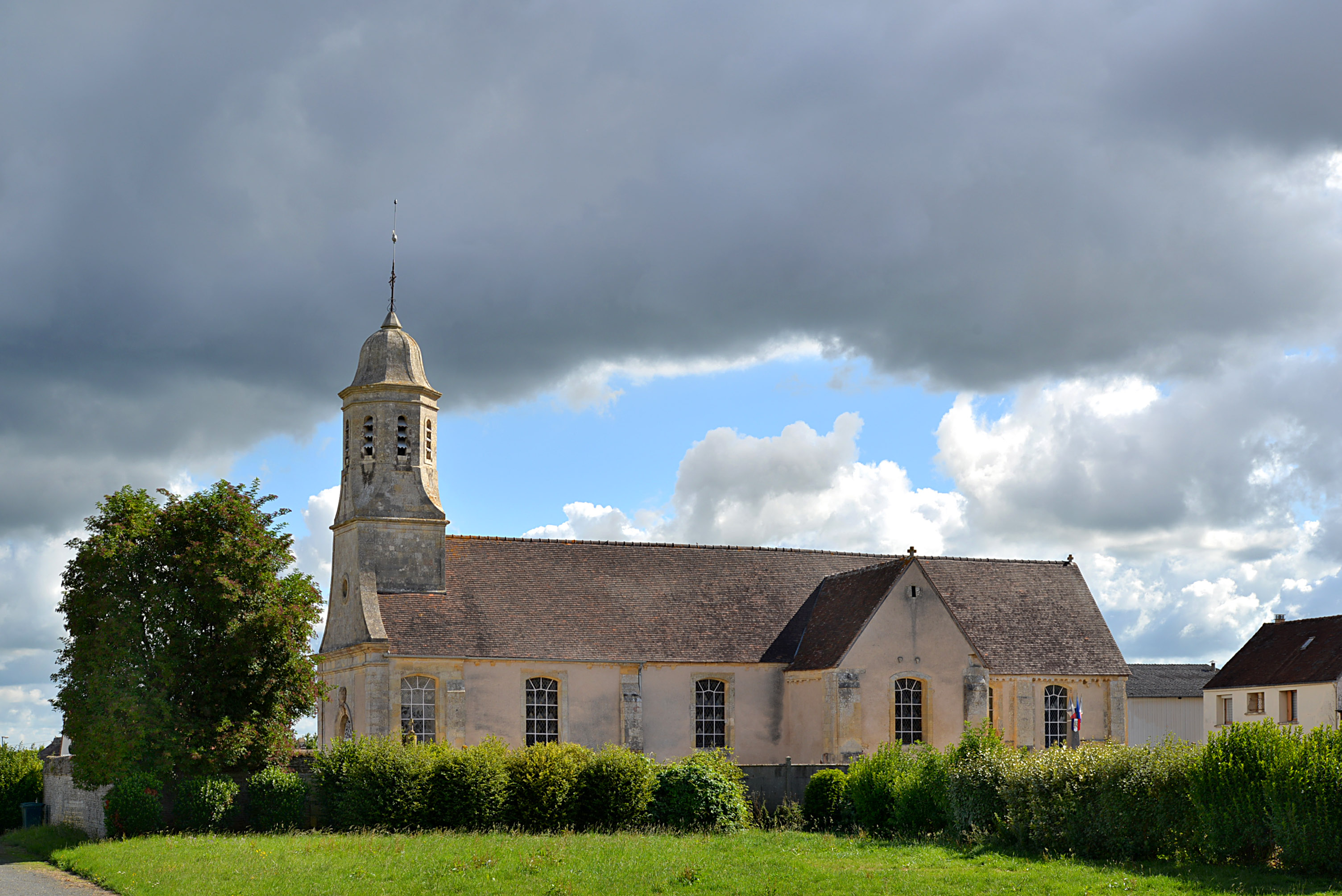
Kirche Saint-Germain
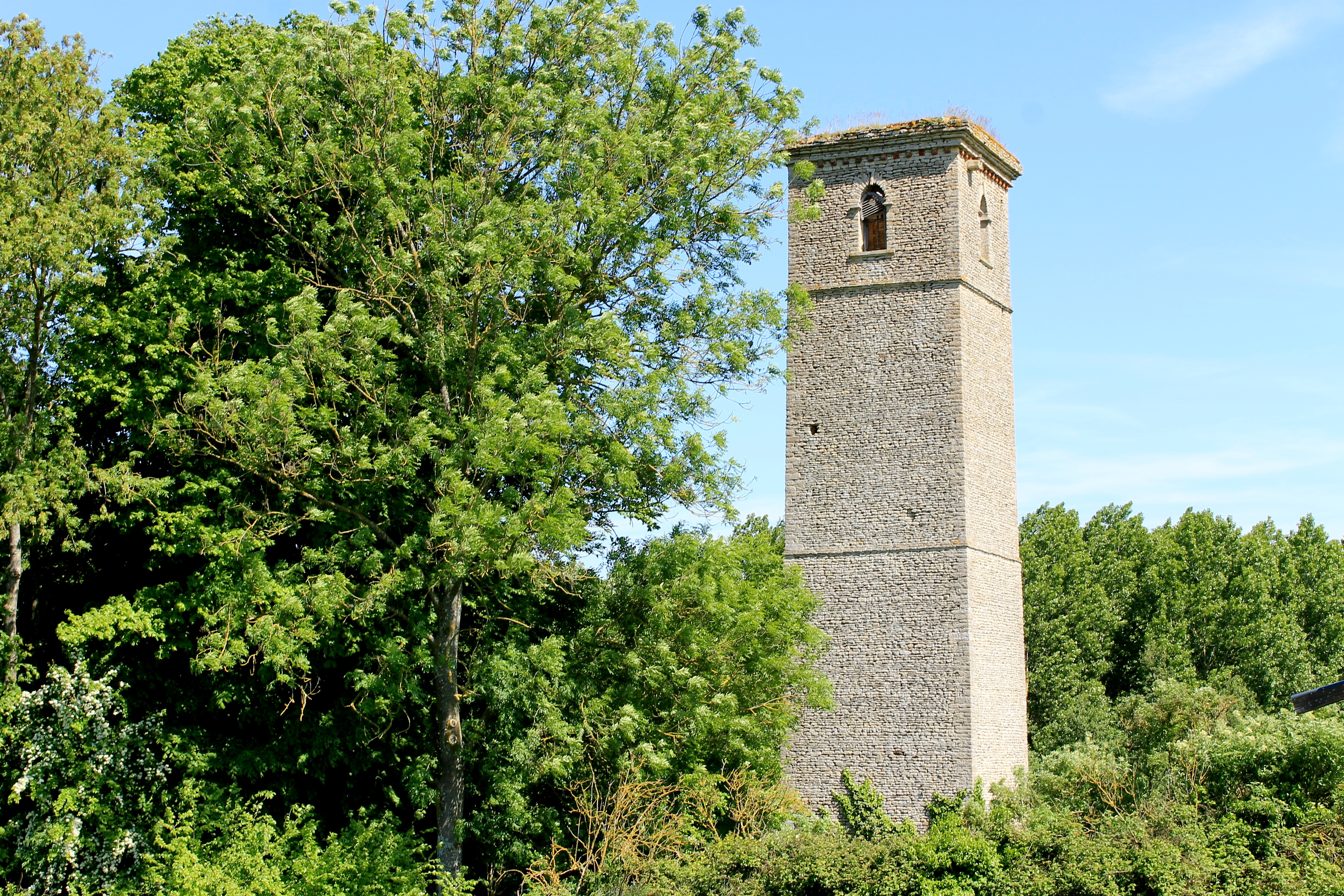
Vormaliger Wachturm

## Bevölkerungsentwicklung
| Jahr      | 1962 | 1968 | 1975 | 1982 | 1990 | 1999 | 2008 | 2016 |
| --------- | ---- | ---- | ---- | ---- | ---- | ---- | ---- | ---- |
| Einwohner | 285  | 273  | 274  | 304  | 362  | 334  | 403  | 528  |